# 重組DNA
重組DNA（recombinant DNA，rDNA）或重组DNA分子，是通过基因重组的实验室方法（如分子克隆）形成的DNA分子，属一种人工合成的脱氧核糖核酸；利用这些实验室方法，将来自多个不同来源的遗传物质片段汇集组合在一起，创造出在基因组中无法找到的一段DNA序列。由于来自所有生物体的DNA分子具有相同的化学结构，仅核苷酸序列不同，使得重组DNA是可行的。
从遺傳工程的观点来看，重組是把相关的添加到已有生物的基因組中，比如细菌的质體中，其目的是为了改变或者添加特别的特性，比如免疫。重組与遺傳重組不同，它不是重组细胞内或者染色体上已经存在的基因组，而完全是通过外部工程去达到的。而重组蛋白质則是从重組合成出来的蛋白质。
重組技术在1973年由斯坦利·诺曼·科恩和赫伯特·玻意尔设计。他们在1974年发表了设计，在这篇论文中，他们描述了分离和放大基因或者片段，然后精确地把它们插入其它细胞中，由此制造出转基因细菌。沃納·亞伯、丹尼爾·那森斯和漢彌爾頓·史密斯发明了限制酶才使得重組技术可行，他们因此获得了1978年诺贝尔医学奖。

## 介绍
由于在生物繁殖和特性显示中的重要性，因此在通过病毒或者非病毒载体改变或者抵消一个由基因或者外部影响导致的对细胞或者生物的不良效应时有非常大的重要性，不论被改变的特性是所希望的还是不希望的。通过使用重組被确认是重要的基因可以被放大，隔离，用到其它物种中去或者可以用来治疗遗传病或者遗传缺陷，以及为解决复杂的生物学问题提供一个截然不同的解决方式。

## 使用和方法

### 克隆和与质粒的关系
克隆（cloning）的使用与经典生物学中的重組有关。在经典生物学中克隆是指一个从一个父母生物上衍生出来的细胞或者生物，在现代生物学中这个词指的是从一个细胞中衍生出来的完全相同的一群细胞。在经典生物学中重組被用来提供原始细胞。通过细胞分裂寄住生物应该能够复制从原始细胞带来的特征。最早使用重組的是细菌，因此它也是重組的经典例子。在医学中通过使用病毒載體可以把重組插入到细菌的质粒结构中去。
质粒是大多数细菌如大腸桿菌拥有的染色体外自我复制的环状。质粒上的基因与分解代谢和新陈代谢有关。它们使得带有这些基因的细菌能够在其它细菌存在的情况下或者在其它环境中生存和繁殖。它们往往具有抵抗噬菌体、抗菌素和一些重金属的特性。通过限制酶它们可以比较容易地被消除或者分立出来。在受到限制酶处理后质粒往往会断开，这时可以把特意挑选的段添加进去。这些段比如可以生产胰岛素、生长激素和催生素之类的肽类激素药物。在把这些有用的基因加入质粒之后这些细菌被用作病毒載體，它们不断复制并且把被更改的基因感染到其它细胞中去，增加携带重組的细胞数量。
在基因治療中质粒的使用也是一个关键因素。在这里使用的病毒是克隆载体。这些病毒通过病毒复制把重組上的基因运输和传递给受感染的生物。一般这样的质粒含有三个组成部分：一个复制器、一个选择标记和一个克隆位点。复制器标志着复制的起点。标记则是一个含有抗抗菌素特征的基因，或者其它有用的基因，比如可以显示重組被成功插入的荧光基因。克隆位点则标志着限制酶应该劈开的一个或者多个位点。大多数真核生物没有质粒，酵母是一个例外。此外農桿菌的Ti质粒可用来把陌生的插入多种植物的基因中。其它把重組插入真核生物的方法有同源重組和使用被更改的病毒。

### 嵌合子质粒

使用T4连接酶把两个“平整末端”组合为嵌合子质粒

假如重組被继续更改或者改变来包含更多的束，其结果出现的分子被称为“嵌合子”分子。嵌合子质粒实际上是相当常见的。在一个生物体的一生中成千上万其它细菌细胞和生物体的载体不断蔓延，因此这些细菌细胞和生物体都含有原始嵌合子的多份拷贝版本。
产生嵌合子质粒的过程不好控制，预计的添加其它外来的结果不一定产生，有时也会导致无法使用的质粒。简单地说，首先质粒结构被线性，这样可以把互补的外来贴到单链“悬垂”上，或者在分子的“粘性末端”贴上用限制酶产生的状的或者条状的分子。
最初大腸桿菌最常被用来作为贡献质粒的载体，后来衍生物很常用，后者尤其是它的多样性非常有用。通过氯霉素和壮观霉素可以阻止其复制来添加新的。后来这些抗菌素被质粒取代。通过粘性末端或者通过平整末端外来可以被粘到质粒上。比如通过4连接酶可以在平整末端的3-碳氢氧基和5-碳基之间产生共价键。根据用来劈开的限制酶总是可以在外来和原质粒的劈开点之间沾合。

### 人工胰岛素的生产
1921年，胰岛素正式发现。此后，生产问题很快就被解决了。因为牛、猪甚至一些种类的鱼的胰脏生产的胰岛素也可给人使用。此后的数十年里，这个方法是1型糖尿病的主要治疗方法。动物胰脏生产的胰岛素纯度不断提高，生产方法也不断精细化。但是基因工程技术的支持者依然不断地强调，这个胰岛素的传统生产方式有一个隐藏的问题：在不久的将来会供给不足。不过也有人认为，这个供给不足问题实际上不存在，因为它是在使用一个错误的前提的情况下获得的结果。
科学家和企业家都希望他们能够发明另一种合成这个激素的方法，其原因是因为他们互相之间的竞争以及新方法能够带来的荣誉和财富。胰岛素是一种比较简单的激素，因此它的生产方法应该比较简单。研究人工合成胰岛素的主要目的不在于治疗糖尿病，而在于证明其使用的技术的可行性。假如科学家能够证明人工合成的胰岛素可以安全地和效益高地被生产，那么这个技术本身就会受到接受，并为其他产品的生产以及它们能够带来的财富打开门户。
重组技术最大的突破正在于生物合成人胰岛素。1978年，由莉迪亚维拉-科马罗夫和她的团队率先实现这个突破。
在技术上，含有人胰岛素基因的寡核苷酸被注入大肠杆菌内。每106个细菌中仅有一个细菌接受了此基因。但由于大肠杆菌每30分钟分裂一次，因此在24小时内就会有上亿万生产胰岛素的细菌。

## 腳註
1. 1 2 3 4 5 6 7 8 9 10 11 12 13 14
2. ↑   (PDF).   [2009-02-14]. （原始内容存档 (PDF)于2011-07-22）.
3. ↑  斯坦利·诺曼·科恩、赫伯特·玻意尔和.  . . 1973年, 70 (11): 3240–3244. PMID 4594039.
4. 1 2 3  、和.  . . 1980年. ISBN 0-1218-1968-X.
5. ↑  .   [2007年6月5日]. （原始内容存档于2018年10月8日）.
6. ↑  （1987年）
7. ↑  .   [2009-02-14]. （原始内容存档于2009-02-12）.

## 参看
- 基因工程
- 转基因生物
- 分子選殖
- 运载体

## 外部連結
- Fact Sheet Describing Recombinant DNA and Elements Utilizing Recombinant DNA Such as Plasmids and Viral Vectors, and the Application of Recombinant DNA Techniques in Molecular Biology
- Plasmids in Yeasts （页面存档备份，存于）